# 1992年アルベールビルオリンピック
1992年アルベールビルオリンピック（1992ねんアルベールビルオリンピック）は、1992年2月8日から2月23日までフランスのサヴォワ県アルベールヴィルで行われた冬季オリンピック。アルベールビル1992（Albertville 1992）と呼称される。
64カ国・地域、1,801人（男子1,313人、女子488人）が参加した。
夏季オリンピックと同じ4の倍数年（子年、辰年、申年）に開催された最後の冬季オリンピックであり、次の1994年リレハンメルオリンピック以後は4で割り切れない偶数の西暦年（FIFAワールドカップの開催年であり、十二支は寅・午・戌のいずれか）に開かれている。また、スピードスケート競技を屋外スケートリンクで開催した最後の冬季オリンピックでもあった。

## 大会開催までの経緯
1992年アルベールビルオリンピックの開催は、1986年10月17日にスイスのローザンヌで開かれた第91回国際オリンピック委員会総会で決定された。
| 都市                       | 国             | 1回目 | 2回目 | 3回目 | 4回目 | 5回目 | 6回目 |
| -------------------------- | -------------- | ----- | ----- | ----- | ----- | ----- | ----- |
| アルベールビル             | フランス       | 19    | 26    | 29    | 42    | -     | 51    |
| ソフィア                   | ブルガリア     | 25    | 25    | 28    | 24    | -     | 25    |
| ファールン                 | スウェーデン   | 10    | 11    | 11    | 11    | 41    | 9     |
| リレハンメル               | ノルウェー     | 10    | 11    | 9     | 11    | 40    | -     |
| コルティーナ・ダンペッツォ | イタリア       | 7     | 6     | 7     | -     | -     | -     |
| アンカレッジ               | アメリカ合衆国 | 7     | 5     | -     | -     | -     | -     |
| ベルヒテスガーデン         | ドイツ         | 6     | -     | -     | -     | -     | -     |

## ハイライト
開会式および閉会式の演出は31歳の振付家・演出家、フィリップ・ドゥクフレに委ねられた。夜間に開会式が行われるのは夏・冬通して本大会が初めてである。開会式では、一人の少女が一羽の鳩を空中に放ち「ラ・マルセイエーズ」を歌うオープニングから、空中ブランコや竹馬などサーカスの技、南仏の民族舞踊、アイスダンスなどによって人々が華麗に空を舞い練り歩く祝祭が繰り広げられた。
ソビエト連邦の崩壊直後の開催となった本大会では、旧ソ連諸国のうちロシア、ウクライナ、ベラルーシ、カザフスタン、ウズベキスタン、アルメニアの6か国がEUNという1つのチームになって参加した。
日本選手団はノルディック複合・団体で1972年札幌オリンピック以来の金メダルを獲得した。

## 実施競技
- スキー
  - アルペンスキー
  - クロスカントリースキー
  - フリースタイルスキー
  - スキージャンプ
  - ノルディック複合
- スケート
  - スピードスケート
  - フィギュアスケート
  - ショートトラックスピードスケート

- アイスホッケー
- バイアスロン
- ボブスレー
- リュージュ
- 公開競技
  - カーリング
  - スピードスキー

## 各国・地域の獲得メダル数
| 順 | 国・地域           | 金 | 銀 | 銅 | 計 |
| -- | ------------------ | -- | -- | -- | -- |
| 1  | ドイツ             | 10 | 10 | 6  | 26 |
| 2  | EUN                | 9  | 6  | 8  | 23 |
| 3  | ノルウェー         | 9  | 6  | 5  | 20 |
| 4  | オーストリア       | 6  | 7  | 8  | 21 |
| 5  | アメリカ合衆国     | 5  | 4  | 2  | 11 |
| 6  | イタリア           | 4  | 6  | 4  | 14 |
| 7  | フランス（開催国） | 3  | 5  | 1  | 9  |
| 8  | フィンランド       | 3  | 1  | 3  | 7  |
| 9  | カナダ             | 2  | 3  | 2  | 7  |
| 10 | 韓国               | 2  | 1  | 1  | 4  |

## EUN
ドイツに次いでメダルを獲得した国・地域EUNは旧ソ連の統一チームである。詳細はEUN。

## 死亡事故
スピードスキーでスイスの選手ニコラ・ボシャテーが決勝前の練習中に雪上車と激突、死亡した。